# Alliance socialiste
Ne doit pas être confondu avec Alternative socialiste (Australie).
 (décembre 2017).
Si vous disposez d'ouvrages ou d'articles de référence ou si vous connaissez des sites web de qualité traitant du thème abordé ici, merci de compléter l'article en donnant les références utiles à sa vérifiabilité et en les liant à la section « Notes et références ».
L'Alliance socialiste (en anglais : Socialist Alliance) est un parti anticapitaliste australien.
Son slogan est « For the millions, not the millionnaires ».

## Fondation
Il est formé le 17 février 2001 par l'union de huit groupes et partis socialistes, dans un souci d'unité de la gauche radicale face au gouvernement néolibéral/néoconservateur de John Howard et face à la timidité de l'opposition travailliste.
La conférence de fondation eut lieu à Melbourne les 4 et 5 août 2001.

## Positions principales
- Le parti dénonce les diminutions de l'impôt sur le revenu et sur les bénéfices des sociétés ainsi que l'augmentation de l'équivalent de la TVA, et prône au contraire une répartition des richesses ;
- Opposition aux privatisations menées aussi bien par la coalition au pouvoir que par leurs prédécesseurs travaillistes ;
- Opposition à la politique étrangère du président Bush (invasion en Irak...) soutenue par Howard, le parti exige le retrait des troupes australiennes en Irak ;
- Soutien fort aux aborigènes australiens, dénonciation des discriminations, du « vol de terre », des « bavures policières »...
- Revendication d'égalité des droits pour les homosexuels ou bissexuels.

## Proximité idéologique
Un des membres fondateurs de l'Alliance socialiste, le Socialist Democratic Party, a lancé en 1991 un journal militant, Green Left Weekly. Si depuis ce dernier est devenu indépendant, il soutient activement les campagnes de l'Alliance socialiste.